# Nous

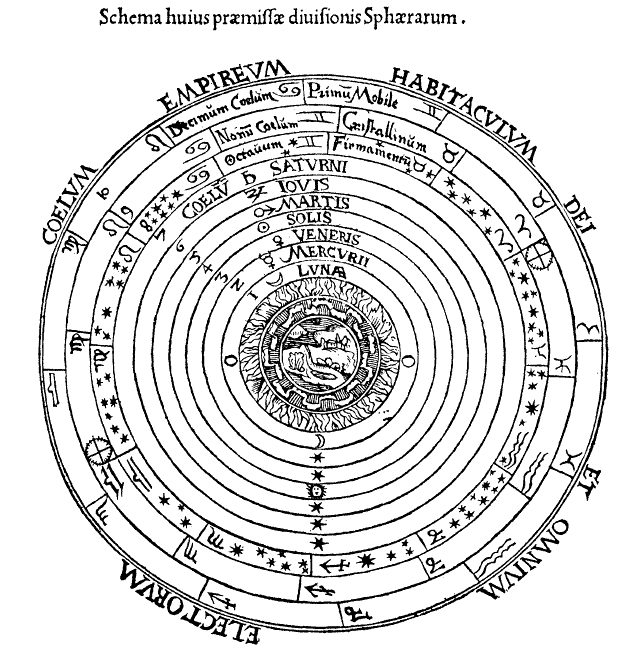
Este diagrama mostra a compreensão medieval das esferas do cosmos, derivada de Aristóteles e de acordo com a explicação padrão de Ptolomeu. Passou-se a entender que pelo menos a esfera mais externa (marcada como "Primũ Mobile") possui seu próprio intelecto, inteligência ou nous – um equivalente cósmico à mente humana.

Nous (em grego antigo, νοῦς: 'intelecto', 'mente', 'razão'), termo filosófico grego que não possui uma tradução direta para a língua portuguesa, significa atividade do intelecto ou da razão, em oposição à atividade dos sentidos. Muitos autores consideram o termo como sinônimo de "inteligência" ou "pensamento".
A palavra é também utilizada para descrever uma forma de percepção que opera dentro da mente (o "olho da mente") e não apenas através dos sentidos.
O significado ambíguo do termo é resultado de sua constante apropriação por diversos filósofos, para denominar diferentes conceitos e ideias. Nous pode referir-se, a depender do filósofo e do contexto, a uma faculdade mental ou característica; outras vezes, a uma correspondente qualidade do Universo ou de Deus.
- Homero usou o termo nous significando atividade mental em termos gerais, mas, entre os pré-socráticos, o termo foi sendo gradualmente ligado ao saber da razão, em contraste com o conhecimento derivado dos sentidos.
- Anaxágoras descreveu nous como a divina razão universal que ordenou o mundo a partir do caos original, iniciando o desenvolvimento do cosmo.[3] Anterior a ele, Hermótimo de Clazômenas foi atribuído por Aristóteles como proponente dessa noção.[4] Diógenes de Apolônia também adotou nous como atributo à sua arché "ar".[5]
- Platão define nous como a parte racional e imortal da alma e também herda o conceito cósmico de mente universal. É o divino e atemporal pensamento no qual as grandes verdades e conclusões emergem imediatamente, sem necessidade de linguagem ou premissas.

- Aristóteles, na Metafísica (XII, 7, 1072 b), identifica o nous divino como o primeiro motor das coisas, aquilo que move o todo na qualidade de causa final, distinguindo entre nous ativo e passivo: o passivo é afetado pelo conhecimento, enquanto o ativo (Da Alma, III, 5, 430 a) é a eterna causa primeira de todas as subsequentes causas do mundo. Também a Aristóteles se deve a noção de nous como a faculdade da alma de intuir os princípios indemonstráveis, o que é traduzido por intelecto (Ética a Nicômaco, VI, 6, 1440 a 31 e seguintes).[6] Aristóteles considerava o intelecto como a parte imortal e perpétua da alma.[7]
- Plotino (Enéadas, V, 9, 2-4; VI, 8, 17) descreveu nous como sendo umas das emanações do ser divino.

## Platão
Platão usou a palavra nous de muitas maneiras que não eram incomuns no grego cotidiano da época, e frequentemente significava simplesmente "bom senso" ou "consciência". Por outro lado, em alguns de seus diálogos platônicos, é descrito por personagens-chave em um sentido mais alto, o que aparentemente já era comum. Em seu Filebo 28c, Sócrates diz que "todos os filósofos concordam - com o que realmente se exaltam - que a mente (nous) é rei do céu e da terra. Talvez eles estejam certos." E depois afirma que a discussão que se segue "confirma as declarações daqueles que declararam antigamente que a mente (nous) sempre governa o universo".
Em seu Crátilo, Platão dá a etimologia do nome de Atena, a deusa da sabedoria, de Atheonóa (Ἀθεονόα) que significa "mente de Deus (theos) (nous)". Em seu Fédon, Sócrates, professor de Platão, é dito antes de morrer que sua descoberta do conceito de Anaxágoras de um nous cósmico como causa da ordem das coisas foi um ponto de virada importante para ele. Mas ele também expressou desacordo com o entendimento de Anaxágoras sobre as implicações de sua própria doutrina, devido ao entendimento materialista de causalidade de Anaxágoras. Sócrates disse que Anaxágoras "daria voz, ar e audição e inúmeras outras coisas desse tipo como causas para conversarmos uns com os outros, e falharia em mencionar as causas reais, ou seja, que os atenienses decidiram que era melhor condenar a mim". Por outro lado, Sócrates parece sugerir que ele também falhou em desenvolver uma compreensão teleológica e dualística totalmente satisfatória de uma mente da natureza, cujos objetivos representam o Bem, ao qual todas as partes da natureza visam. 
No que diz respeito ao nous que é a fonte de entendimento dos indivíduos, Platão é amplamente conhecido por ter usado ideias de Parmênides, além de Anaxágoras. Como Parmênides, Platão argumentou que confiar na percepção sensorial nunca pode levar ao conhecimento verdadeiro (episteme), apenas à opinião (doxa). Em vez disso, os personagens mais filosóficos de Platão argumentam que nous deve de alguma forma perceber a verdade diretamente da maneira que os deuses e daimons percebem. O que nossa mente vê diretamente para realmente entender as coisas não deve ser as coisas materiais em constante mudança, mas as entidades imutáveis que existem de maneira diferente, as chamadas "formas" ou "ideias". No entanto, ele sabia que os filósofos contemporâneos frequentemente argumentavam (como na ciência moderna) que nous e percepção são apenas dois aspectos de uma atividade física, e essa percepção é a fonte de conhecimento e compreensão (e não o contrário).
Exatamente como Platão acreditava que o nous de pessoas permite que eles venham a entender as coisas de qualquer maneira que melhora a percepção sensorial e o tipo de pensamento que os animais têm, é um tema de discussão de longa duração e debate. Por um lado, na República de Platão, Sócrates na Analogia do Sol e Alegoria da Caverna, descreve as pessoas como capazes de perceber mais claramente por causa de algo externo, algo como quando o sol brilha, ajudando a visão. A fonte dessa iluminação para o intelecto é chamada de Forma do Bem. Por outro lado, no Meno, por exemplo, o Sócrates de Platão explica a teoria da anamnese pela qual as pessoas nascem com ideias já em suas almas, das quais, de alguma forma, se lembram de vidas anteriores. Ambas as teorias tornar-se-iam altamente influentes.
Como em Xenofonte, o Sócrates de Platão frequentemente descreve a alma de uma maneira política, com partes dominantes e partes que, por natureza, devem ser governadas (ver teoria tripartite da alma de Platão). Nous está associado à parte racional (logistikon) da alma humana individual, que por natureza deve governar. Em sua República, na chamada "analogia da linha dividida", ela tem uma função especial nessa parte racional. Platão tendia a tratar nous como a única parte imortal da alma.

No que diz respeito ao cosmos, no Timeu, o personagem-título também conta uma "história provável", na qual nous é responsável pelo trabalho criativo do demiurgo ou criador que trouxe ordem racional ao nosso universo. Este artesão imitou o que percebeu no mundo das Formas eternas. No Filebo, Sócrates argumenta que nous em humanos individuais deve compartilhar uma nous cósmica, da mesma maneira que os corpos humanos são constituídos por pequenas partes dos elementos encontrados no resto do universo. E esse nous deve estar no genos de ser uma causa de todas as coisas particulares como coisas particulares.